# Gouyave
Gouyave is een plaats in Grenada. Het is de hoofdstad van Saint John Parish en de tweede grootste stad van het land. De plaats is gelegen aan de westkust van het eiland Grenada en heeft in 2008 3.378 inwoners.

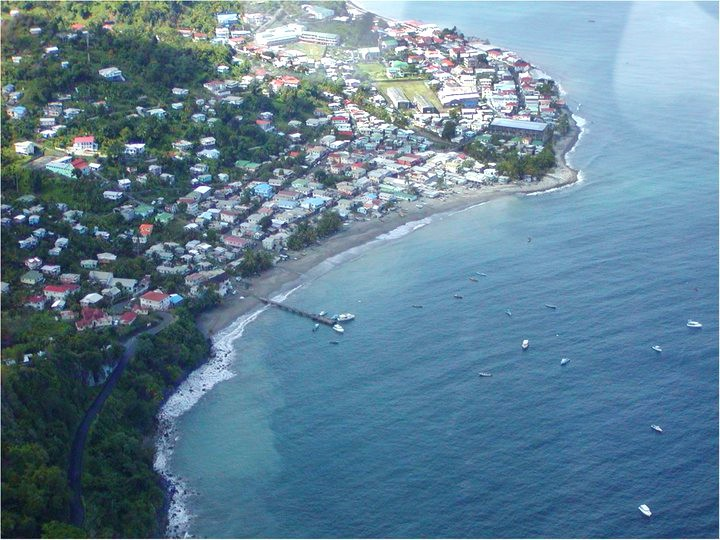
Luchtfoto van Gouyave
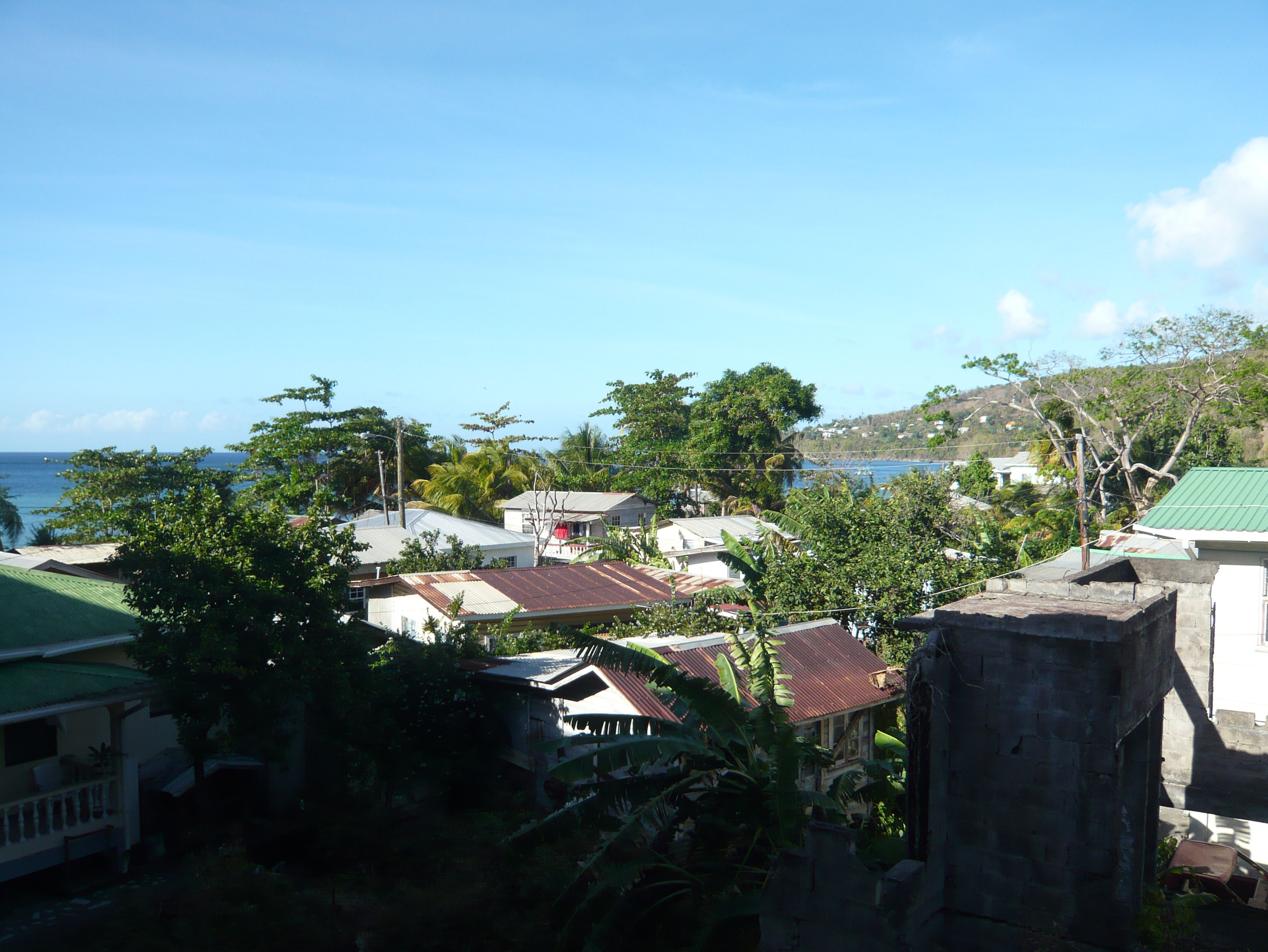
Panorama Gouyave